# Jeremy Peter Allen
Jeremy Peter Allen (* 15. August 1968 in Toronto, Ontario) ist ein kanadischer Filmregisseur, Filmproduzent und Drehbuchautor.  

## Leben und Leistungen
Allen wirkte als Produktionsleiter und erster Regieassistent am Filmdrama Die andere Seite des Mondes (2003) mit, das mit verschiedenen Preisen ausgezeichnet wurde. Darin spielte Robert Lepage in einer Doppelrolle zwei unterschiedliche Brüder. Mit dem Film Manners of Dying (2004) debütierte Allen als Regisseur in einem Kinofilm. Er schrieb auch das Drehbuch und war für den Schnitt verantwortlich. In diesem Filmdrama wird die zum Tod verurteilte Hauptfigur, gespielt von Roy Dupuis, in seinen letzten Stunden gezeigt. 
Im Jahr 2001 gewann Allen beim Ajijic International Film Festival den Preis der Jury für Requiem contre un plafond als besten Kurzfilm. 2006 wurde er beim Genie Award für den besten Schnitt für Manners of Dying nominiert. 
Allen lebt in der Stadt Québec und hat einen Sohn namens Liam (* 2004).

## Filmografie
| - 2001: Le Ciel sur la tête - 2002: Le Marais - 2003: Die andere Seite des Mondes (La face cachée de la lune) - 2001: Requiem contre un plafond (Kurzfilm) - 2004: Manners of Dying - 2001: Requiem contre un plafond - 2004: Manners of Dying | - 2001: Requiem contre un plafond - 2004: Manners of Dying - 2008: Dirty money, l'infiltré - 2001: Requiem contre un plafond - 2000: Inséparables - 2003: Die andere Seite des Mondes (La face cachée de la lune) |